# Certificati di deposito
I certificati di deposito (CD) sono titoli vincolati e trasferibili che attribuiscono al possessore il diritto al rimborso del capitale più un interesse.
I certificati di deposito hanno una durata che varia dai 3 mesi ai 5 anni e possono essere a tasso fisso o variabile.
Gli interessi sono corrisposti normalmente attraverso cedole; tuttavia sono presenti anche certificati che sono sottoscritti sotto la pari e rimborsati al valore nominale (zero coupon) così come accade per i BOT. Il capitale è, di norma, rimborsato alla scadenza.

## Categorie
- Certificati di deposito a tasso fisso: remunerano l'investimento ad un tasso di interesse fisso stabilito prima dell'emissione.
- Certificati di deposito a tasso variabile: remunerano l'investimento ad un tasso di interesse variabile. Il tasso varia a determinate scadenze temporali seguendo i tassi di mercato.
- Certificati di deposito zero-coupon: sono senza cedola (coupon) non liquidano periodicamente gli interessi ma li corrispondono unitamente al capitale alla scadenza del titolo.

## I rischi per il possessore
Nell'aver sottoscritto un certificato di deposito il possessore accetta di sottostare ai seguenti rischi:
- Rischio di liquidità: i certificati di deposito con scadenza inferiore ai 18 mesi non possono essere rimborsati prima della scadenza, anche se possono essere venduti ad altro soggetto (quelli con scadenza superiore ai 18 mesi possono essere rimborsati almeno trascorsi 18 mesi dall'emissione).
- Rischio di tasso: in caso di oscillazione dei tassi di mercato per i certificati di deposito a tasso fisso tutte le cedole previste dal piano rimangono costanti e quindi il rischio non sussiste rispetto al guadagno previsto dal piano, ma un forte incremento dei tassi potrebbe farli diventare illiquidi o vendibili solo con forti perdite; mentre  per i certificati di deposito a tasso variabile rimane costante solo la cedola in corso e quindi non è possibile effettuare una realistica valutazione della possibilità di guadagno, ma è più difficile che diventino illiquidi per variazione di tassi.
- Rischio di distruzione, smarrimento o furto: tale rischio è effettivamente presente solo se il certificato è materiale e in possesso del titolare, tale rischio decade se il certificato è depositato in un dossier titoli.
- Rischio emittente: ossia il rischio che alla scadenza non venga pagato per insolvenza.

## Fiscalità e profittabilità
La ritenuta sui certificati di deposito è prevista in ragione del 26% dal 1º luglio 2014. In precedenza (fino al 1996) i certificati di deposito di durata superiore a 18 mesi prevedevano un'aliquota del 12,5%. Per questa ragione i certificati di deposito hanno perso progressivamente quote di mercato a vantaggio delle obbligazioni che sono percepite dal cliente, che le sottoscrive, sostanzialmente come prodotti equivalenti.